# 清水坂 (台東区)
清水坂（しみずざか）は、東京都台東区上野公園9,10番地と池之端四丁目2,1,16,19番地の間を通る、鈎状に折れ曲がった坂。円地文子が住んでおり短編小説『妖』の舞台となっている。上野恩賜公園内にある寛永寺清水観音堂の石段は清水坂（きよみずさか）という名称であり異なる。

## 名称の由来
清泉が湧き出る所があったことに由来する。周囲一帯は清水谷と呼ばれ、西側の旧町名も谷中清水町である。坂上の寛永寺山門も清水門と呼ばれた。泉に関しては例に漏れず弘法大師（空海）に関連する言い伝えがある。別名暗闇坂。

## 歴史
寛永期に寛永寺が建立され、坂のある周囲は山内に含まれたが、寛永10年（1633年）坂の西側が松平信綱に与えられた。以降松平甲斐守輝綱を挟んで代々松平伊豆守家下屋敷となった。同家は武蔵川越藩、下総古河藩を経て、三河吉田藩主。
坂上右に折れる道の入り口には清水門があり、その先が山内で、寛永寺支院が連なっていた。寛文元年（1661年）まで坂に清水町があったが、火除地となり本所へ移転したという。宝永6年（1709年）、現在地に護国院が移転したが、境内は現在より広く、上野高校部分も含まれた。
明治になると、寛永寺山内は上野公園地となり、坂に接する部分は上野公園となった。西側の吉田藩邸は廃されて谷中清水町となり、明治初期には笹が広がっていたが、徐々に宅地化された。昭和2年（1927年）護国院本堂が北隅に追いやられ、空いた土地に東京第二私立中学校が移転した。

## 周辺施設
- 上野恩賜公園
- 東京都立上野高等学校
- 旧都電変電所